# Тутонг
Тутонг (малайск. Daerah Tutong) — один из 4 округов (даера) в центральной части Брунея. Административный центр — Пекан Тутонг. Площадь — 1 303 км², население — 45 800 человек (2010 год).

## География
На западе граничит с округом Белайт, на северо-востоке с округом Бруней-Муара, на востоке с малайским штатом Саравак. На севере омывается водами Южно-Китайского моря. Через округ протекает река Сунгаи Тутонг.

## Административное деление
Округ разделён на 8 муким — районов:

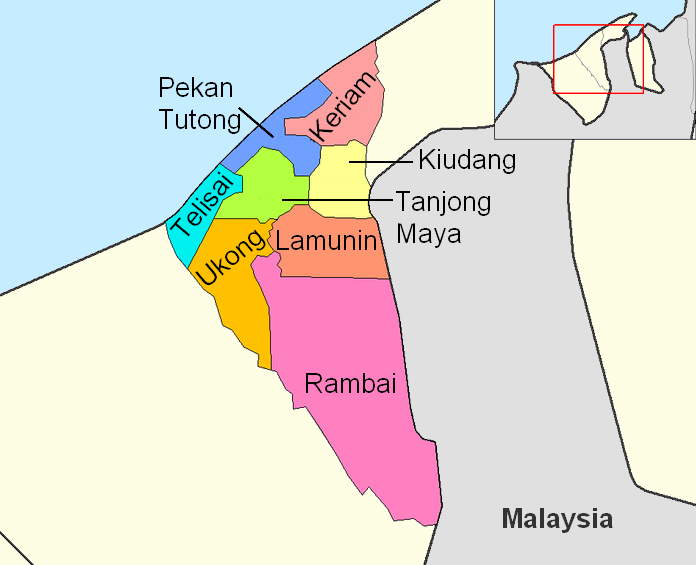
Провинции округа

- Кериам (Keriam)
- Киюданг (Kiudang)
- Ламунин (Lamunin)
- Пекан Тутонг (Pekan Tutong)
- Рамбаи (Rambai)
- Танджонг Майа (Tanjong Maya)
- Телисаи (Telisai)
- Уконг (Ukong)

## Достопримечательности
- Исторический парк Меримбум
- Пляж и зона отдыха Сери Кенанган
- Зона отдыха Сунгаи-Басонг
- Таму Тутонг — рынок традиционных промыслов